# ジョージア・メイ・ジャガー
ジョージア・メイ・アイーシャ・ジャガー（Georgia May Ayeesha Jagger、1992年1月12日 - ）は、イギリスおよびアメリカ合衆国のファッションモデル、デザイナー。

## 生い立ち
ジャガーは、イングランド・ロンドンのウエスト・エンドにあるポートランド病院で、イギリス人でローリング・ストーンズのリード・シンガーであるミック・ジャガーを父に、アメリカ人のスーパーモデルであるジェリー・ホールを母に生まれた。この両親から生まれたきょうだいには、エリザベス、ジェームズ (James)、ガブリエル (Gabriel) がいる。さらに、父と他の女性たちとの関係から、カリス (Karis)、ジェイド、ルーカス (Lucas)、デヴロー (Deveraux) といった異母きょうだいがいる。彼女は、リッチモンド公園の近くで育ち、2010年秋にニューヨークへ移り住んだ。

## 経歴
2008年、ジャガーは、インディペンデント・モデルズ (Independent Models) と契約し、その後、TESSモデル・マネジメント (TESS Model Management) 所属となった。彼女は、シャネルのリゾート2011ショーでデビューし、ショーのトリを務めた。彼女は、トミー・ヒルフィガー、バルマン、ヴィヴィアン・ウエストウッド、アレキサンダー・ワン、ミュウミュウ、ソニア・リキエル、ティエリー・ミュグレー、マルケッサ、ヴェルサーチ、フェンディ、トム・フォード、ラグ&ボーン、イザベル・マラン、ルイ・ヴィトン、マーク・ジェイコブス、ロベルト・カバリなどのショーに出演した。
2009年、ジャガーは、英国ファッション協議会のファッション・アワード (Fashion Awards) において、モデル・オブ・ザ・イヤーに選ばれた。彼女は2009年から2013年まで、ハドソン・ジーンズの顔を務めた。2009年、彼女はイングランドの化粧品会社リンメルと契約を結んだ。彼女は、ティエリー・ミュグレーの香水「エンジェル (Angel)」の広告に出演した。
ジャガーは、ケイト・モス、ナオミ・キャンベル、リリー・ドナルドソンとともにイギリスのファッション界を代表して、2012年ロンドンオリンピックの閉会式に参加した。
2014年、彼女は、トマス・サボの「グラム&ソウル (Glam & Soul)」や「カルマ・ビーズ・レディース (Karma Beads ladies)」のコレクションなど、ドイツの宝飾品を国際的に売り込むキャンペーンに出演した。このキャンペーンの出発点となったのは、写真家エレン・フォン・アンワースによる短編映画であった。
ジャガーは、ボルコムやマルベリーに自身がデザインしたコレクションを提供している。